# Carlos Carvalhal
Carlos Augusto Soares da Costa Faria Carvalhal (Braga, 4 december 1965) is een Portugese oud-voetballer die speelde als centrale verdediger en vervolgens meerdere clubs getraind heeft. Carvalhal's laatste club als hoofdtrainer was het Spaanse Celta de Vigo.
Als speler speelde hij 197 keer in de Primeira Liga voor zes verschillende clubs, waaronder twee keer voor SC Braga en Chaves en één keer voor FC Porto.
In een managementcarrière van meer dan twee decennia leidde Carvalhal acht teams in de hoogste afdeling van Portugal, waaronder twee keer SC Braga waar hij in 2021 de Taça de Portugal won. Hij bereikte dezelfde finale met Leixões in 2002 en won de Taça da Liga met Vitória Setúbal in 2008. In het buitenland was hij trainers van clubs in Griekenland, Turkije, Engeland, Wales, de Verenigde Arabische Emiraten en Spanje.

## Spelerscarrière
Carvalhal werd geboren in Braga en vertegenwoordigde tijdens zijn carrière in de Portugese competitie voornamelijk SC Braga, waar hij 121 wedstrijden voor speelde verdeeld over drie periodes. Tot zijn voetbalpensioen op 32-jarige leeftijd speelde hij ook nog voor FC Porto, Chaves, SC Beira-Mar, Tirsense en SC Espinho. 

## Trainerscarrière

### Begin van trainerscarrière in Portugal
Carvalhal begon in 1998 tijdens zijn laatste profjaar al met coachen bij zijn club Espinho in de Segunda Liga, waar hij al halverwege zijn tweede seizoen als trainer werd ontslagen. In 2002 werd hij de eerste coach in het land die een team uit de derde Portugese divisie naar de UEFA Cup leidde, nadat hij met Leixões de finale van de Taça de Portugal had behaald. Twee jaar later hielp hij Vitória Setúbal om te promoveren naar de Primeira Liga, en na de promotie maakte hij de overstap naar de nieuwe competitiegenoot Belenenses.
Carvalhal werd vroeg in het seizoen 2005-06 ontslagen door Belenenses, na vijf nederlagen in acht wedstrijden. Hij onderging hetzelfde lot bij SC Braga en SC Beira-Mar, de twee ploegen die hij het daaropvolgende seizoen coachte.
Carvalhal keerde terug naar Vitória Setúbal in het seizoen 2007-08 en beleefde daar zijn beste jaar als trainer. Hij leidde de Sadinos naar de zesde plaats in de competitie - en kwalificatie voor de UEFA Cup - en werd met de club de eerste winnaar van de Taça da Liga nadat Sporting CP in de finale werd verslagen.

### Marítimo en Sporting CP
In mei 2008 accepteerde Carvalhal zijn eerste functie buiten Portugal, toen hij als hoofdtrainer tekende bij de Griekse Super League-ploeg Asteras Tripolis. Hij vertrok in november van datzelfde jaar in onderling overleg bij de club, nadat hij door landgenoot José Peseiro was gewaarschuwd voor de onorthodoxe clubleiding in Griekenland.
Carvalhal keerde terug naar Portugal en nam midden in het seizoen de trainersfunctie over bij CS Marítimo. De club uit Madeira eindigde dat seizoen in de middenmoot van de Primeira Liga, ondanks dat ze onder Carvalhal slechts één van zijn 11 wedstrijden won. In de herfst van 2009 werd hj door de club van zijn positie ontheven en verhuisde half november naar Sporting CP om de ontslagen Paulo Bento te vervangen.
Zoals oorspronkelijk de bedoeling was, verliet Carvalhal zijn positie aan het einde van het seizoen, nadat hij met Sporting als vierde geëindigd was met 28 punten achterstand op kampioen SL Benfica.

### Turkije
Op 2 augustus 2011 werd Carvalhal aangesteld als interim-trainer bij Beşiktaş in Turkije totdat de toenmalige hoofdtrainer Tayfur Havutçu zijn juridische problemen na het Turkse corruptieschandaal in de sport opgelost zou hebben. In april 2012 besloot de Turkse club om Carvalhal opnieuw te vervangen door Havutçu, nadat ze in de competitie een achterstand van 20 punten had op koploper Galatasaray en hij niet meer goed door een deur kon met landgenoot en sterspeler Ricardo Quaresma.
Carvalhal bleef in de stad actief en werd in mei 2012 aangesteld bij İstanbul Başakşehir. Na een half seizoen met mindere resultaten besloot Carvalhal om in november 2012 te vertrekken.

### Sheffield Wednesday
Op 30 juni 2015, na bijna drie jaar zonder club te hebben gezeten, werd Carvalhal aangesteld als hoofdtrainer van de Engelse Championship-club Sheffield Wednesday. In zijn eerste seizoen leidde hij de club naar een zesde plaats in de competitie, waardoor ze zich plaatsten voor de promotie play-offs. In de finalewedstrijd van deze play-offs op Wembley verloor Sheffield Wednesday met 1-0 van Hull City en liep promotie naar de Premier League mis. Een andere opmerkelijke prestatie in zijn eerste seizoen in Engeland was het verslaan van Arsenal in de vierde ronde van de Football League Cup door met 3-0 thuis te winnen.
In mei 2017, nadat Sheffield Wednesday vierde was geworden in de Championship, werd Carvalhal de eerste Portugees die de EFL Championship Manager van de Maand award won. In de play-offs voor promotie verloor de ploeg in de halve finales van Huddersfield Town na penalties.
Nadat de ploeg in het seizoen 2017-18 onderaan de ranglijst stond, stapte Carvalhal na tweeënhalf seizoen op uit Sheffield.

### Swansea City
Op 28 december 2017, vier dagen na zijn vertrek bij Sheffield Wednesday, werd bekend dat Carvalhal de vervanger werd van de ontslagen Paul Clement bij Swansea City. In zijn eerste wedstrijd als trainer in de Premier League leidde hij het team naar een 2-1 uitoverwinning op Watford. Na een voortvarende start, met twee opeenvolgende thuisoverwinningen tegen Liverpool (1-0) en Arsenal (3-1), werd hij genomineerd voor zijn eerste Premier League Manager van de Maand award. Uiteindelijk kon Carvalhal niet voorkomen dat Swansea degradeerde naar de Championship, en op 18 mei 2018 verliet hij de club.

### Terugkeer naar Portugal
na een tussenjaar werd Carvalhal aan het begin van het seizoen 2019-20 aangesteld als trainer van Rio Ave FC. In zijn enige seizoen leidde hij de ploeg met een vijfde plaats naar kwalificatie voor de Europa League, en behaalde de club haar hoogste aantal punten (55) ooit in de Primeira Liga.
Na een seizoen bij Rio Ave werd bekend dat Carvalhal na 14 jaar opnieuw terug zou keren naar SC Braga. Met deze ploeg behaalde hij in zijn eerste seizoen de finales van zowel de Taça de Portugal als de Taça da Liga. Hoewel ze de Taça de Portugal verloren van Sporting, werd de Taça de Liga wel gewonnen door Benfica met 2-0 te verslaan.
Na zijn eerste succesvolle jaar terug bij Braga had interesse van de Braziliaanse clubs CR Flamengo en Clube Atlético Mineiro, maar deze vonden de afkoopclausule van Carvalhal's contract bij Braga te hoog om te betalen. Hij bleef uiteindelijk bij Braga, waarmee hij opnieuw vierde werd in de competitie en de kwartfinale behaalde van de Europa League. Op 16 mei vroeg hij de raad van bestuur om hem te laten vertrekken en "een nieuw project te laten omarmen", waarop de club zijn contract ontbond.

### Al Wahda
Carvalhal werd gelinkt aan een terugkeer naar het Engelse tweede niveau en werd geïnterviewd door Blackburn Rovers. Op 1 juni 2022 tekende hij echter een eenjarig contract bij Al-Wahda FC in de VAE Liga. Hij werd op 3 oktober van datzelfde jaar ontslagen, nadat hij in de vier wedstrijden van het nieuwe seizoen slechts één keer had gewonnen.

### Celta de Vigo
Op 2 november 2022 werd Carvalhal aangesteld bij RC Celta de Vigo na het ontslag van Eduardo Coudet, en tekende een contract tot juni 2024. In zijn eerste La Liga wedstrijd verloor hij drie dagen later met 2-1 van CA Osasuna. De club vechtte lang tegen degradatie, maar overleefde door op de slotdag met 2-1 te winnen van kampioen FC Barcelona. Ondanks het lijfsbehoud besloot Carvalhal op 10 juni 2023 om op te stappen.

## Privé
Carvahal behaalde in Portugal zijn UEFA Pro Licence in dezelfde klas als José Mourinho. Hij schreef ook het boek Soccer: Developing a Know-How, waarin hij zijn eigen coachingsfilosofie besprak.
Carvalhal studeerde aan de universiteit van Porto en behaalde een universitaire graad in psychologie en filosofie, uitgereikt door de School of Sport Sciences van de universiteit. Hij staat erom bekend om metaforische en allegorische antwoorden te geven op vragen tijdens persconferenties.
In 1988 was Carvalhal medeoprichter van het in Braga gevestigde sportkledingbedrijf Lacatoni, waarbij de 'ca' in de naam van het merk afkomstig is van zijn achternaam.
In juli 2020 liep hij lichte verwondingen op bij een poging tot diefstal toen hij na een wedstrijd naar huis terugkeerde naar zijn huis in Braga.

## Statistieken als trainer
Tot en met 4 juni 2023
| Club                | Land                                  | Trainer vanaf    | Trainer tot       | Statistieken | Statistieken | Statistieken | Statistieken | Statistieken | Statistieken | Statistieken | Statistieken |
| Club                | Land                                  | Trainer vanaf    | Trainer tot       | Gesp.        | Winst        | Gelijk       | Verlies      | DV           | DT           | Verschil     | Winst %      |
| ------------------- | ------------------------------------- | ---------------- | ----------------- | ------------ | ------------ | ------------ | ------------ | ------------ | ------------ | ------------ | ------------ |
| SC Espinho          | Vlag van Portugal                     | 20 mei 1998      | 8 november 1999   | 47           | 17           | 13           | 17           | 58           | 55           | +3           | 36.17        |
| Freamunde           | Vlag van Portugal                     | 15 november 1999 | 30 mei 2000       | 24           | 9            | 7            | 8            | 30           | 27           | +3           | 37.50        |
| Vizela              | Vlag van Portugal                     | 30 juni 2000     | 4 december 2000   | 14           | 8            | 3            | 3            | 25           | 14           | +11          | 57.14        |
| Aves                | Vlag van Portugal                     | 4 december 2000  | 8 juni 2001       | 22           | 2            | 8            | 12           | 17           | 46           | −29          | 9.09         |
| Leixões             | Vlag van Portugal                     | 8 juni 2001      | 9 december 2002   | 64           | 42           | 13           | 9            | 118          | 56           | +62          | 65.63        |
| Vitória Setúbal     | Vlag van Portugal                     | 5 juni 2003      | 19 mei 2004       | 38           | 20           | 11           | 7            | 69           | 43           | +26          | 52.63        |
| Belenenses          | Vlag van Portugal                     | 19 mei 2004      | 27 oktober 2005   | 46           | 18           | 8            | 20           | 55           | 48           | +7           | 39.13        |
| SC Braga            | Vlag van Portugal                     | 10 mei 2006      | 8 november 2006   | 13           | 6            | 2            | 5            | 17           | 16           | +1           | 46.15        |
| SC Beira-Mar        | Vlag van Portugal                     | 10 november 2006 | 8 januari 2007    | 6            | 1            | 2            | 3            | 10           | 10           | +0           | 16.67        |
| Vitória Setúbal     | Vlag van Portugal                     | 23 mei 2007      | 15 mei 2008       | 43           | 19           | 16           | 8            | 55           | 41           | +14          | 44.19        |
| Asteras Tripolis    | Vlag van Griekenland                  | 15 mei 2008      | 11 november 2008  | 10           | 2            | 5            | 3            | 7            | 8            | −1           | 20.00        |
| Marítimo            | Vlag van Portugal                     | 24 februari 2009 | 28 september 2009 | 18           | 2            | 8            | 8            | 20           | 25           | −5           | 11.11        |
| Sporting CP         | Vlag van Portugal                     | 16 november 2009 | 9 mei 2010        | 33           | 16           | 7            | 10           | 53           | 37           | +16          | 48.48        |
| Beşiktaş            | Vlag van Turkije                      | 2 augustus 2011  | 2 april 2012      | 47           | 22           | 9            | 16           | 70           | 56           | +14          | 46.81        |
| İstanbul Başakşehir | Vlag van Turkije                      | 16 mei 2012      | 12 november 2012  | 12           | 3            | 2            | 7            | 11           | 16           | −5           | 25.00        |
| Sheffield Wednesday | Vlag van Engeland                     | 30 juni 2015     | 24 december 2017  | 131          | 56           | 38           | 37           | 177          | 138          | +39          | 42.75        |
| Swansea City        | Vlag van Wales                        | 28 december 2017 | 18 mei 2018       | 25           | 8            | 8            | 9            | 30           | 31           | −1           | 32.00        |
| Rio Ave             | Vlag van Portugal                     | 28 mei 2019      | 25 juli 2020      | 42           | 20           | 11           | 11           | 63           | 43           | +20          | 47.62        |
| SC Braga            | Vlag van Portugal                     | 28 juli 2020     | 15 mei 2022       | 104          | 58           | 20           | 26           | 179          | 110          | +69          | 55.77        |
| Al-Wahda            | Vlag van Verenigde Arabische Emiraten | 1 juni 2022      | 3 oktober 2022    | 4            | 1            | 1            | 2            | 7            | 5            | +2           | 25.00        |
| Celta de Vigo       | Vlag van Spanje                       | 2 november 2022  | 12 juni 2023      | 29           | 10           | 8            | 11           | 40           | 33           | +7           | 34.48        |
| Totaal              | Totaal                                | Totaal           | Totaal            | 772          | 340          | 200          | 232          | 1,111        | 858          | +253         | 44.04        |

## Erelijst

### Trainer
Leixões
- Taça de Portugal runner-up: 2001–02
- Supertaça Cândido de Oliveira runner-up: 2002

Setúbal
- Taça da Liga: 2007–08

Braga
- Taça de Portugal: 2020–21
- Taça da Liga runner-up: 2020–21
- Supertaça Cândido de Oliveira runner-up: 2021

Individueel
- Football League Cup Manager van het toernooi: 2015–16
- EFL Championship Manager van de maand: mei 2017